# Ernesto Aparicio
Ernesto Hugo Aparicio (1948. december 28. – ) salvadori válogatott labdarúgó.

## Pályafutása

### Klubcsapatban
Pályafutása során számos salvadori csapatban megfordult, de a leghosszabb időt az Atlético Marte csapatában töltötte.

### A válogatottban
1968 és 1974 között szerepelt a salvadori válogatottban. Részt vett az 1970-es világbajnokságon, ahol mindhárom csoportmérkőzésen pályára lépett.

## Sikerei, díjai
Atlético Marte
- Salvadori bajnok (2): 1969, 1970